# Daisy Evans
Daisy Rebecca Evans, née le 30 novembre 1989  dans l'Essex, en Angleterre, est une chanteuse britannique. 

## Biographie

### Jeunesse
Elle se passionne pour la danse dès son plus jeune âge. Elle prendra des cours 4 fois par semaine jusqu'à ses 12 ans.
À l'âge de 12 ans, elle auditionne dans le but de se produire sur scène avec le groupe à succès S Club 7. Choisis parmi 12 000 candidats en direct sur la BBC, Daisy et les autres sélectionnés forment un groupe qui devait à l'origine ne faire qu'un unique tour de scène lors des premières parties du Carnaval Tour des S Club 7. 

### S Club Juniors
Après le succès du groupe, un autre groupe, le S Club Juniors, fut formé et connut un succès instantané avec son premier single One Step Closer qui se classa n° 2 des ventes au Royaume-Uni.
Evans est l'une des huit membres de ce groupe de pop monté par 19 Management, le label de Simon Fuller et le label Polydor, une sous-division d'Universal. En tant que membre des S Club Juniors, Daisy cumule 4 singles classés dans le top 10 au Royaume-Uni et un album certifié disque de platine, Together, qui se classe 5e. En 2003, elle participe à la tournée S Club United Tour, qui se produira à guichets fermés à travers le Royaume-Uni et l'Irlande. À la fin de cette même année, le groupe remporte le prix de Best Newcomer (Révélation de l'Année) lors des Disney Channel Kids Awards.

### S Club 8
Après deux ans passés dans l'industrie du disque, et à la suite de la séparation du groupe S Club 7, S Club Juniors est rebaptisé S Club 8 et sort un nouvel album, Sundown, duquel seront extraits trois singles qui se classeront dans le top 20 au Royaume-Uni, mais les ventes de l'album sont en deçà du précédent.
En 2004, le groupe passa trois mois à Barcelone, en Espagne, pour le tournage de la série pour adolescents de la BBC, D.R.E.A.M. (I Dream) qui raconte les aventures d'un groupe de jeunes qui intègrent une école du spectacle. Chacun y interprète son propre rôle aux côtés de Christopher Lloyd. La série connait un certain succès est vendue dans plusieurs pays d'Europe tels la France, où la série fut diffusée dans KD2A sur la chaîne France 2, et en Australie. Un album, Welcome to Avalon Heights, accompagna la diffusion de la série, duquel un single fut extrait. Au Royaume-Uni, ce fut le single Dreaming, un duo entre Calvin et Frankie, tandis qu'en France ce fut Say t's Alright. Ce furent leurs derniers singles.
Le groupe se sépara officiellement en 2005 et tous prirent des chemins différents. Durant 3 ans, Daisy étudia à Sylvia Young School, dans le centre de Londres.

### Pom-pom girl
En 2007, après avoir été diplômée et voulant briser son image de petite fille de 12 ans, elle entre dans les Scores Angels, des cheerleaders à l'image sexy. Elle dit : « Dans les Sclub nous avions l'habitude que des gens crient nos noms, c'était super aujourd'hui c'est différent, je n'ai plus 12 ans ».
Après plusieurs mois dans les Scores Angels, elle les quitte et entre dans le groupe FROM ABOVE qu'elle ne quittera plus. Après plusieurs changements, le groupe final se composera de Daisy Evans, Ashley Shaw, Seyo Odedere, Chelsey Reynolds et Monique Roberts. Les filles ont passé 3 mois aux à Houston pour enregistrer leur premier album. Elles ont signé avec Matthew Knowles, le père de Beyoncé et ancien manager des Destiny's Child.

## Vie privée
En août 2013, il a été annoncé que Daisy venait de se fiancer au footballeur, Jonjo Shelvey, et qu'ils attendaient leur premier enfant - alors âgés de 23 et 21 ans respectivement. Le 4 mars 2014, elle a donné naissance à une fille, prénommée Lola Fleur Shelvey.